# 國防色

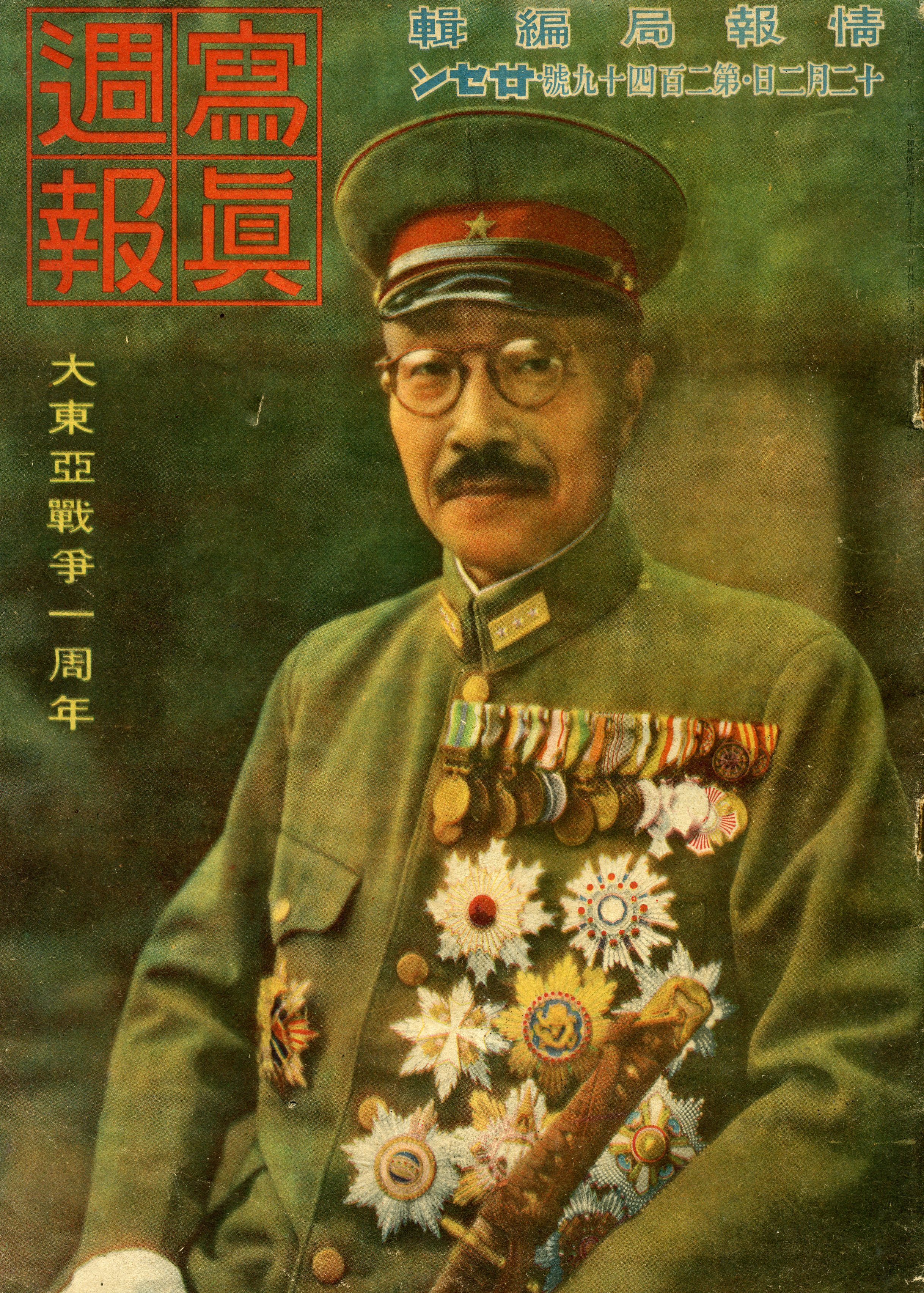
穿著國防色軍服的日本內閣總理大臣東條英機（1942年）

國防色（日语：／ Kokubōshoku）是第二次世界大戰前用於大日本帝國陸軍軍服及民間服裝上的卡其色。此種顏色可追溯至日俄戰爭中期起引入帝國陸軍的卡其色制服，1934年起正式由陸軍省定名為國防色。1940年，大日本帝國政府制定國民服作為民間標準服，國防色亦成為文部省規範的男生中學制服用色。